# 12 Ore di Sebring 1956
La 12 Ore di Sebring 1956 (Florida International Grand Prix of Endurance powered by Amoco) è stata la sesta edizione della 12 Ore di Sebring. Ha avuto luogo il 24 marzo, presso il Sebring International Raceway, (Florida, Stati Uniti) ed è stata il secondo round del Campionato mondiale vetture sport 1956.
Tuttavia, questa gara si è svolta appena otto mesi dopo il disastro di Le Mans. Gli Stati Uniti non furono immuni dalle ricadute successive a quella gara e l'American Automobile Association decise di ritirarsi da ogni partecipazione agli sport motoristici. Ciò ha lasciato i promotori senza alcun riconoscimento internazionale per la gara e quindi senza l'approvazione della FIA.
Alec Ullmann, uno di quei promotori e fondatore di Sebring, si è avvicinato allo Sports Car Club of America, ma non avrebbe potuto mantenere il suo status di dilettante, se avesse sostenuto la gara. Ullmann ottenne tuttavia un "permesso speciale" dalla FIA per consentirgli di organizzare l'evento da solo, tramite il suo Automobile Racing Club of Florida, e rilasciò le licenze internazionali.

## Contesto

### Iscritti

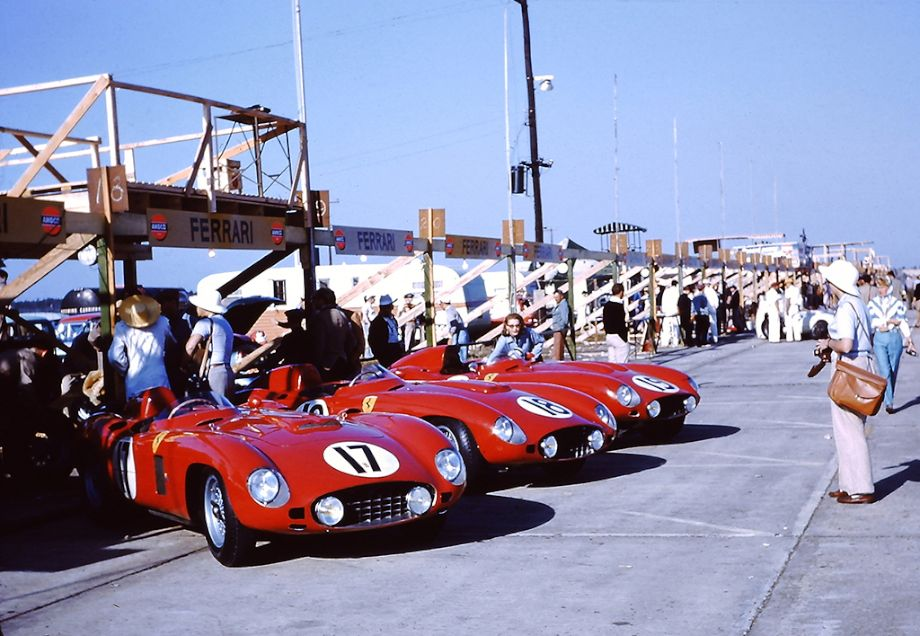
Il trio Ferrari pronto per la gara. La Ferrari 860 Monza numero 17 si è aggiudicata la gara.

Per questo evento sono state registrate un totale di 74 auto da corsa, di cui 69 sono arrivate per le prove. Solo 59 si sono qualificati per la gara. In aggiunta alla preparazione dell'evento, c'è stato l'annuncio che cinque team ufficiali europei stavano pianificando di correre in Florida. Quelle squadre erano Aston Martin, Ferrari, Jaguar, Maserati e Porsche.
Con la Ferrari determinata a riconquistare il campionato costruttori perso dalla Mercedes-Benz nel 1955, la Scuderia Ferrari fece la sua prima apparizione in fabbrica a Sebring. Ad accompagnare la coppia di 860 Monza e una 857 S, c'erano alcuni dei migliori piloti del mondo. Tra questi il campione del mondo in carica, Juan Manuel Fangio, Eugenio Castellotti, Luigi Musso, Harry Schell, Alfonso de Portago e Olivier Gendebien.
Mike Hawthorn tornò dopo aver vinto nel 1955, alla guida di una Jaguar D-Type ufficiale insieme a Desmond Titterington, Duncan Hamilton, Ivor Bueb e Bill Spear. Il concorrente di Hawthorn dell'anno precedente, Briggs Cunningham era adesso con la squadra ufficiale, così come il vincitore della 500 Miglia di Indianapolis, Bob Sweikert. Nel complesso nove D-Type avrebbero iniziato la gara. L'altro team ufficiale inglese, l'Aston Martin, era condotto da Stirling Moss, che aveva vinto la gara di apertura della stagione, la 1000 km di Buenos Aires per la Maserati. Corse in coppia con Peter Collins, che a sua volta era passato dalla Ferrari. I loro compagni di squadra erano il texano Carroll Shelby, Roy Salvadori, Tony Brooks e Reg Parnell con John Wyer a dirigere la squadra.
La Maserati era rappresentata da una coppia di 300S nelle mani di Jean Behra e Piero Taruffi alla guida di una vettura mentre Carlos Menditéguy e Cesare Perdisa guidavano l'altra. Porsche invia due delle sue Porsche 550 Spyder per Hans Herrmann e Wolfgang von Trips in una, e Ed Crawford e Herbert Linge nell'altra. Venne iscritta anche un'altra 550 Spyder privata, iscritta dalla John Edgar Enterprises c'erano Jack McAfee e Pete Lovely.
Prendendo atto dell'interesse della stampa che circonda la gara, la General Motors inviò John Fitch in Florida, nel febbraio 1956, al fine di organizzare una squadra di Chevrolet Corvette per la gara di 12 ore. Con grande sgomento di Fitch, le "auto da corsa" preparate dalla fabbrica erano totalmente inadatte al difficile percorso dell'aeroporto di Sebring.

### Qualifiche
Poiché non erano sessioni di qualificazione a stabilire la griglia, le posizioni di partenza sono state decise in base alla cilindrata con la Corvette da 5,2 litri di John Fitch e Walt Hansgen al primo posto. La successiva è stata la Ferrari 375 Plus da 5,0 litri di Troy Ruttman e Howard Hively. Al terzo posto sarebbe dovuta esserci la Ferrari 735 LM da 4,4 litri di Jim Kimberly e Ed Linken, tuttavia durante le prove l'auto aveva lanciato più di una volta un volano, quindi Kimberly ritira l'auto. La Scuderia Ferrari ha permesso a Kimberly di guidare con Alfonso de Portago sulla loro 857 Monza. La prossima fila c'erano tre Corvette con i loro motori da 4,3 litri, e poi arrivarono otto Jaguar da 3,4 litri.

### Gara
La gara si è svolta nell'arco del Sebring International Raceway lungo 5,2 miglia. Si stima che circa 47.000 spettatori si siano presentati in una giornata di gara calda e asciutta, che partì puntualmente alle 10:00.
Poiché la sua macchina era efficace in pole position, la Corvette di Fitch è stata la prima vettura a tagliare la linea di partenza, ma prima di percorrere 300 iarde fino alla prima curva, venne superato dalla Jaguar D-Type di Mike Hawthorn nonostante sia partito dall'ottavo posto. Secondo alcuni, Stirling Moss è stato il primo ad allontanarsi dalla griglia, ma quando è partito al 26º posto ha avuto il suo duro lavoro da svolgere: infatti, alla fine del primo giro, era secondo a Hawthorn per dieci secondi. Juan Manuel Fangio era di ulteriori sei secondi alla deriva. Carroll Shelby era quarto dopo altri dodici secondi. 
Il dubbio primato di essere il primo ritiro della gara è andato alla Corvette ufficiale di Dale Duncan quando l'asse si è rotto dopo appena tre giri.
Dopo 60 minuti, la D-Type di Hawthorn era ancora in testa, seguita da Moss sulla sua Aston Martin, Fangio e Musso sulla loro Ferrari ed Hamilton su un'altra D-Type. Come ci si poteva aspettare, una battaglia serrata tra la D-Type iscritta di fabbrica e le 860 Monza sarebbe durata quasi otto ore, con il cambio di vantaggio nove volte, poiché un leader sarebbe rientrato ai box e quasi immediatamente lo avrebbe ceduto a un concorrente per poi riconquistare il comando quando quella macchina avrebbe dovuto rientrare ai box.
Subito dopo l'inizio della terza ora, la Maserati 300S di Menditéguy ha urtato delle balle di fieno nelle Esses e si è ribaltata. Di conseguenza,  il pilota ha riportato gravi ferite con fratture del cranio e profonde lacerazioni al viso e al braccio. Dopo un breve ritardo, mentre giaceva sanguinante a bordo pista, Menditéguy è stato portato d'urgenza all'ospedale mobile della Croce Rossa Americana. Lì, lo hanno stabilizzato prima di trasferirlo all'ospedale di Weems a Sebring. Nel frattempo, il copilota si sarebbe trasferito sulla Maserati 300S della coppia Behra/Taruffi.
In questo momento, Moss si è fermato ai box ed ha espresso i suoi dubbi sul fatto che la sua macchina potesse durare per tutta la distanza. I meccanici hanno fatto quello che potevano e hanno mandato Collins fuori per il suo compito. Già la calda giornata in Florida, il ritmo punitivo e la pista accidentata di Sebring avevano preso il loro pedaggio con diciassette vetture che dovevano essere ritirate. In testa al gruppo, Hawthorn era in vantaggio su Behra, Fangio era terzo, Collins quarto, con de Portago che era passato al quinto posto. Per le due ore successive, il vantaggio è cambiato più volte tra questi piloti, con Shelby in competizione per un posto tra i primi cinque.
La D-Type di Hamilton/Bueb ha subito un'esplosione al cilindro del freno e si è ritirata, intorno alla quinta ora, mentre l'Aston Martin di Moss/Collins è stata parcheggiata sul percorso per un problema terminale al cambio.
A metà percorso, la Jaguar Hawthorn/Titteringham era ora di nuovo in testa, quando Fangio/Castellotti sono rientrati ai box. Ormai più di un terzo del gruppo si era ritirato. Un'ora dopo, Hawthorn era ancora in testa, su Fangio, Musso, Spear e de Portago, anche se la Ferrari di de Portago, con Kimberly alla guida, ha ingoiato una valvola ed è diventata la prima Ferrari a ritirarsi. Un problema alla valvola ha portato fuori dalla gara anche la D-Type di Spear e Johnston. Per le successive quattro ore, le prime tre posizioni sono cambiate frequentemente tra la Jaguar di Hawthorn/Titteringham, la Ferrari di Fangio/Castellotti e la Ferrari di Musso/Schell.
Alla fine il ritmo era troppo per la Hawthorn/Titterington Jaguar che si ritirò al giro 162 a poco più di novanta minuti dalla fine della gara. La loro D-Type era in testa o al secondo posto per la maggior parte della gara fino all'ultimo pit stop. Quando Hawthorn è rientrato ai box per l'ultima volta i freni sono stati inutili: lo avevano bloccato mentre entrava in una delle curve e poi avevano smesso di lavorare. Sembra che un pistone del freno abbia ceduto e abbia perso tutto il liquido dei freni. I meccanici della Jaguar hanno lavorato sull'auto per più di quindici minuti ma ormai era troppo tardi. Dopo aver perso troppi giri dalle Ferrari di Fangio e Castellotti, hanno ritirato la vettura.

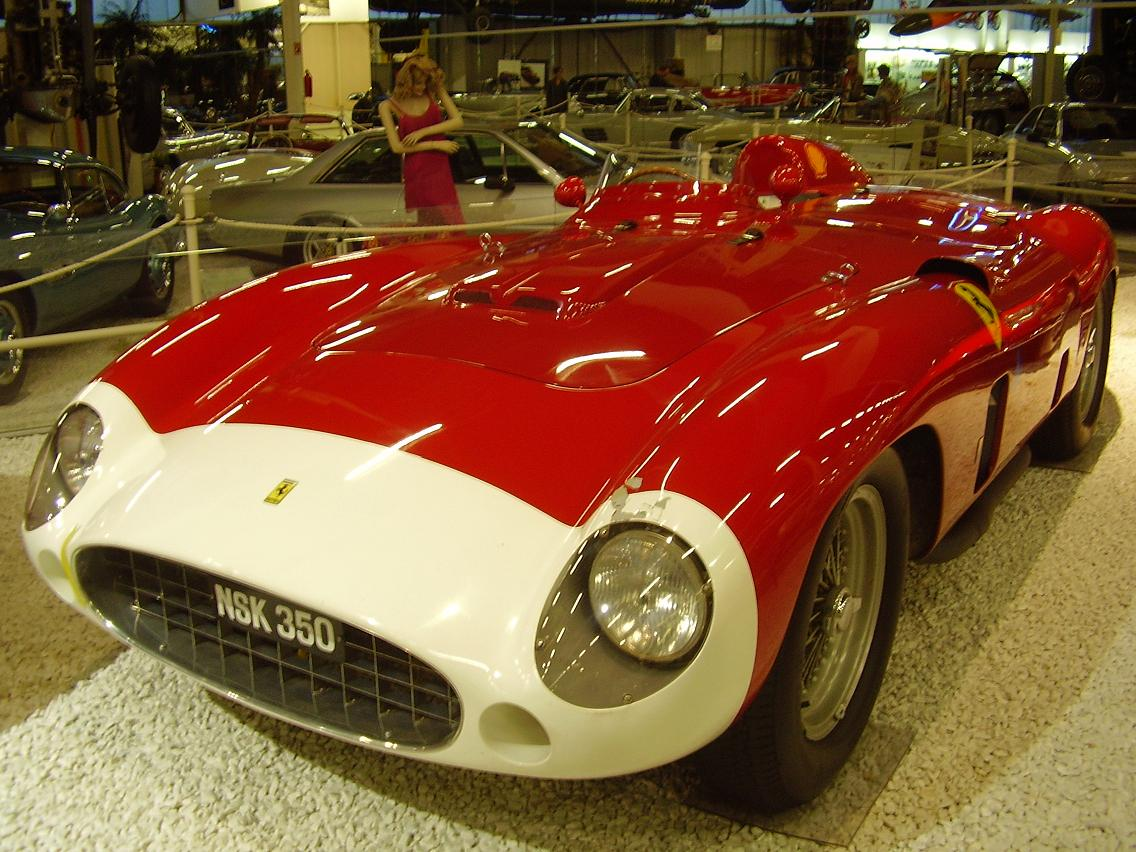
Una Ferrari 860 Monza, simile all'auto vincitrice di Fangio e Castellotti, conservata presso il Museo automobilistico e tecnologico di Sinsheim, Sinsheim, Germania

Castellotti ha iniziato a guidare a un ritmo più lento ora che la sfida con la Jaguar era finita. Era convinto che l'auto avrebbe terminato la corsa e ha iniziato a girare più lentamente della maggior parte delle auto rimaste in gara. Tuttavia, si è assicurato di non rallentare troppo per dare ai suoi compagni di squadra Musso e Schell la possibilità di prenderlo. Alle 22, e dopo 12 ore di gara, Castellotti ha preso la bandiera a scacchi, con la sua 860 Monza che ha completato 194 giri ad una distanza record di 1.008,8 miglia, con una velocità media di 84,07 mph: è stata la prima volta che il segno delle mille miglia è stato inarcato alla 12 Ore di Sebring.
Al secondo posto è arrivata la seconda Ferrari 860 Monza di Musso e Schell, dopo aver completato 192 giri. Nella loro prima trasferta a Sebring, la Scuderia di Maranello ha segnato la prima doppietta in assoluto. Il podio è stato completato dalla Jaguar D-Type di Sweikert, co-guidata insieme a Jack Ensley, che ha recuperato qualche onore per il marchio inglese. Al quarto posto, e anche vincitrice di classe, l'Aston Martin di Salvadori e Shelby. Solo 24 dei 59 titolari originali erano presenti al traguardo.

## Classifica finale
I vincitori di ogni classe sono indicati in grassetto.
| Pos    | Classe | N° | Team                                   | Piloti                                               | Telaio                     | Giri |
| ------ | ------ | -- | -------------------------------------- | ---------------------------------------------------- | -------------------------- | ---- |
| 1      | S 5.0  | 17 | Scuderia Ferrari                       | Juan Manuel Fangio Eugenio Castellotti               | Ferrari 860 Monza          | 194  |
| 2      | S 5.0  | 18 | Scuderia Ferrari                       | Luigi Musso Harry Schell                             | Ferrari 860 Monza          | 192  |
| 3      | S 5.0  | 14 | Jack Ensley                            | Bob Sweikert Jack Ensley                             | Jaguar D-Type              | 188  |
| 4      | S 3.0  | 27 | David Brown & Sons, Ltd.               | Roy Salvadori Carroll Shelby                         | Aston Martin DB3S          | 187  |
| 5      | S 3.0  | 24 | Officine Alfieri Maserati S.p.a.       | Jean Behra Cesare Perdisa Piero Taruffi              | Maserati 300S              | 186  |
| 6      | S 1.5  | 41 | Porsche KG                             | Hans Herrmann Wolfgang von Trips                     | Porsche 500 Spyder         | 182  |
| 7      | S 1.5  | 43 | John Edgar Enterprises                 | Jack McAfee Pete Lovely                              | Porsche 500 Spyder         | 179  |
| 8      | S 5.0  | 16 | Alfonso Mena                           | Alfonso Gomez-Mena Santiago González                 | Jaguar D-Type              | 176  |
| 9      | S 8.0  | 1  | Raceway Enterprises                    | John Fitch Walt Hansgen                              | Chevrolet Corvette Special | 176  |
| 10     | S 2.0  | 33 | Porfirio Rubirosa                      | Porfirio Rubirosa Jim Pauley                         | Ferrari 500 Mondial        | 172  |
| 11     | S 3.0  | 31 | Ship & Shores Motors                   | Phil Stiles George Huntoon                           | Austin-Healey 100 S        | 168  |
| 12     | S 5.0  | 11 | Briggs Cunningham                      | Briggs Cunningham II John Gordon Bennett             | Jaguar D-Type              | 168  |
| 13     | S 2.0  | 39 | S. H. Arnolt Co.                       | Bob Ballinger Phil Stewart                           | Arnolt-Bristol Bolide      | 158  |
| 14     | S 1.5  | 66 | Porsche KG                             | Mike Marshall Huschke von Hanstein Jan Brundage      | Porsche 550                | 158  |
| 15     | S 5.0  | 6  | Raceway Enterprises                    | Max Goldman Ray Crawford                             | Chevrolet Corvette C1      | 157  |
| 16     | S 750  | 58 | Ecurie Jeudy Bonnet                    | Paul Armagnac Guillaume Mercader                     | D.B. – Panhard HBR 5       | 155  |
| 17     | S 2.0  | 40 | S. H. Arnolt Co.                       | Jim E. Peterson Ted Boynton                          | Arnolt-Bristol Bolide      | 154  |
| 18     | S 2.0  | 37 | Joseph Hab Dressel                     | Joseph Hab Dressel William F. Woodbury               | AC Ace                     | 154  |
| 19     | S 1.5  | 50 | Hambro Automotive Company              | William Kinchloe Stephen Spilter                     | MG A                       | 151  |
| 20     | S 1.5  | 49 | Hambro Automotive Company              | David Ash John van Driel Gus Ehrman                  | MG A                       | 151  |
| 21     | S 1.1  | 55 | Cooper Car Company                     | Leech Cracraft Red Byron                             | Cooper-Climax T39          | 147  |
| 22     | S 1.5  | 51 | Hambro Automotive Company              | Fred Allen Sid Blackman                              | MG A                       | 139  |
| 23     | S 5.0  | 3  | Carl Beuhler III                       | Don Davis Robert Gatz                                | Chevrolet Corvette C1      | 136  |
| 24     | S 1.1  | 54 | Carl Beuhler III                       | Margaret Wyllie John Wyllie                          | Lotus-Climax Mark IX       | 99   |
| 25 SQ  | S 1.1  | 53 | Joe Sheppard                           | Warren Smith Joe Sheppard                            | Lotus-Climax Mark IX       | 51   |
| 26 ABD | S 3.0  | 28 | David Brown & Sons Ltd.                | Reg Parnell Tony Brooks                              | Aston Martin DB3S          | 169  |
| 27 ABD | S 5.0  | 8  | Jaguar New York Inc.                   | Mike Hawthorn Desmond Titterington                   | Jaguar D-Type              | 162  |
| 28 ABD | S 5.0  | 19 | Scuderia Ferrari                       | Alfonso de Portago Jim Kimberly                      | Ferrari 857 S              | 137  |
| 29 ABD | S 2.0  | 67 | John Ryan                              | Jack Ryan                                            | Arnolt-Bristol Bolide      | 133  |
| 30 ABD | S 3.0  | 22 | Chester Flynn                          | Chester Flynn George Reed                            | Mercedes-Benz 300 SL       | 127  |
| 31 ABD | S 5.0  | 10 | Jaguar New York Inc.                   | Bill Spear Sherwood Johnston                         | Jaguar D-Type              | 126  |
| 32 ABD | S 5.0  | 12 | Jake Kaplan                            | Jake Kaplan Russ Boss                                | Jaguar D-Type              | 120  |
| 33 ABD | S 1.1  | 56 | Cooper Car Company                     | Ed Hugus John Bentley                                | Cooper T39                 | 117  |
| 34 ABD | S 3.0  | 29 | Donald Healey Motor Company            | Lance Macklin Archie Scott Brown                     | Austin-Healey 100 S        | 110  |
| 35 ABD | S 1.5  | 42 | Porsche KG                             | Ed Crawford Herbert Linge Fritz Huschke von Hanstein | Porsche 550 Spyder         | 108  |
| 36 ABD | S 3.0  | 30 | Donald Healey Motor Company            | Roy Jackson-Moore Elliot Forbes-Robinson             | Austin-Healey 100 S        | 90   |
| 37 ABD | S 2.0  | 35 | Morgan Motors                          | Mike Rothschild George Hunt                          | Morgan-Triumph Plus 4      | 87   |
| 38 ABD | S 3.0  | 32 | William Grennspun                      | Gene Grennspun Bruce Kessler                         | Ferrari 250 MM             | 82   |
| 39 ABD | S 1.5  | 47 | Allen Guiberson                        | Bobby Burns Norman Scott                             | Maserati 150S              | 77   |
| 40 ABD | S 2.0  | 38 | S. H. Arnolt Co.                       | S. H. Arnolt Bob Goldrich                            | Arnolt -Bristol Bolide     | 77   |
| 41 ABD | S 5.0  | 15 | Albert R. Browne                       | Lou Brero Sam Weiss                                  | Jaguar D-Type              | 68   |
| 42 ABD | S 5.0  | 9  | Jaguar New York Inc.                   | Duncan Hamilton Ivor Bueb                            | Jaguar D-Type              | 63   |
| 43 ABD | S 5.0  | 20 | George Tilp                            | Phil Hill Jr. Masten Gregory                         | Ferrari 857 S              | 61   |
| 44 ABD | S 3.0  | 26 | David Brown & Sons Ltd.                | Stirling Moss Peter Collins                          | Aston Martin DB3S          | 51   |
| 45 ABD | S 1.1  | 63 | Ralph Miller                           | Ralph Miller Hal Fenner                              | Lotus-Climax Eleven        | 49   |
| 46 ABD | S 5.0  | 2  | Howard Hively                          | Troy Ruttman Howard Hively                           | Ferrari 375 Plus           | 48   |
| 47 ABD | S 3.0  | 25 | Officine Alfieri Maserati              | Cesare Perdisa Carlos Menditéguy                     | Maserati 300S              | 39   |
| 48 ABD | S 5.0  | 62 | Loyal Katskee                          | Loyal Katskee Roger Wing                             | Jaguar D-Type              | 39   |
| 49 ABD | S 3.0  | 64 | William Brewster                       | William Brewster Bill Rutan                          | Austin-Healey 100 S        | 39   |
| 50 ABD | S 750  | 59 | Brooks Stevens                         | Gérard Laureau Hal Ullrich                           | D.B. – Panhard HBR         | 36   |
| 51 ABD | S 1.1  | 52 | Robert Brown                           | Curtis Attaway Ralph Parkinson                       | Cooper-Climax T39          | 26   |
| 52 ABD | S 750  | 60 | Harry Kite                             | Harry Kite François Crouzet                          | D.B. – Panhard HBR         | 25   |
| 53 ABD | S 5.0  | 7  | Ernie Erickson                         | Ernie Erickson Charles Hassan                        | Chevrolet Corvette         | 22   |
| 54 ABD | S 1.5  | 48 | Alejandro de Tomaso                    | Alejandro de Tomaso Isabelle Haskell                 | Maserati 150S              | 15   |
| 55 ABD | S 1.5  | 46 | William B. Lloyd                       | Bill Lloyd Karl Brocken                              | Maserati 150S              | 13   |
| 56 ABD | S 1.1  | 57 | Touring y Automovil Clude de Venezuela | Mauricio Marcotulli Ed Munoz                         | Osca MT4 1100              | 11   |
| 57 ABD | S 750  | 61 | Ecurie Lafayette                       | Jean Lucas John Norwood                              | D.B. – Panhard HBR         | 8    |
| 58 ABD | S 2.0  | 34 | Touring Club of Venezuela              | Julio Pola Enrique Muro                              | Ferrari 500 TR             | 8    |
| 59 ABD | S 5.0  | 5  | Raceway Enterprises                    | Dale Duncan Allen Eager                              | Chevrolet Corvette         | 3    |
| NP     | S 5.0  | 3A | Jim Kimberly                           | Jim Kimberly Ed Lunken                               | Ferrari 735 LM             | 0    |
| NP     | S 3.0  | 21 | George Tilp                            | Paul O'Shea Dick Thompson Jr.                        | Mercedes-Benz 300 SL       | 0    |
| NP     | S 3.0  | 23 | Jack Pry                               | Charles Wallace Duncan Black                         | Mercedes-Benz 300 SL       | 0    |
| NP     | S 2.0  | 36 | Morgan Motors                          | John Weitz Manuel Bos                                | Morgan-Triumph Plus 4      | 0    |
| NP     | S 1.5  | 44 | Automobili Osca S.p.a.                 | Rees Makins Frank Bott                               | Osca MT4 1500              | 0    |
| NP     | S 2.0  | 46 | Lotus Engineering Co.                  | Colin Chapman Len Bastrup                            | Osca MT4 1500              | 0    |
| NP     | S 5.0  |    | Lillian Sands                          | Fred Dagavar Al Garz                                 | Jaguar XK140               | 0    |
| NP     | S 5.0  | T  | Briggs Cunningham                      | Briggs Cunningham II Mike Hawthorn                   | Cunningham C6-R            | 0    |
| NP     | S 3.0  | T  | George Tilp                            | Paul O'Shea                                          | Mercedes-Benz 300 SL       | 0    |
| NP     | S 3.0  | T  | George Tilp                            | Dick Thompson                                        | Mercedes-Benz 300 SL       | 0    |

## Statistiche
- Giro veloce: Mike Hawthorn 3:27.2 (90.347 mi/h)